# Eurystomina paralittoralis
Eurystomina paralittoralis is een rondwormensoort uit de familie van de Enchelidiidae. De wetenschappelijke naam van de soort is voor het eerst geldig gepubliceerd in 1951 door Timm.